# Yaya Touré
Gnegneri Yaya Touré (Bouake, 1983. május 13. –) elefántcsontparti válogatott labdarúgó, edző. Általában védekező középpályásként szerepelt klubjaiban, azonban támadóbb poszton is megállta a helyét.
Családjában nem ő az egyetlen focista, bátyja, Kolo Touré a Liverpoolban is játszott, míg öccse, Ibrahim Touré haláláig a francia Nice alkalmazásában állt.

## Játékosként

### Klubcsapatokban

#### A kezdetek
Yaya 1996-ban kezdett játszani az ASEC Mimosas akadémiában. Ebből a klubból indult útjára Yaya mellett többek között Kolo Touré, Aruna Dindane, Salomon Kalou, Didier Zokora, Emmanuel Eboué, Gilles Yapi, Donald-Olivier Sié vagy Abdoulaye Traoré. Yaya két év után, 1998-ban sok klubtársához hasonlóan, a belga KSK Beveren csapatához került, ahonnan újabb két év után az ukrán Metalurh Doneck gárdájához igazolt. Ez a klubváltás annak ellenére csalódásnak számított, hogy új csapatából válogatták be először hazája válogatottjába, hiszen több elefántcsontparti kortársa, mint például Eboué, már Franciaországba vagy Angliába szerződött. 2005-ben az Eurosport a legígéretesebb fiatal tehetségek sorába választotta.

#### Olimbiakósz
2005-ben aláírt az Olimbiakósz csapatához, ami Yaya eddigi pályafutásának egyik legfontosabb állomása volt. Először is együtt játszhatott a Barcelona egyik legnagyobb legendájával, Rivaldóval, másrészt ebben a csapatban szerezte első címeit: bajnoki elsőség és kupagyőzelem, harmadrészt a görög csapattal mutatkozhatott be először a Bajnokok ligájában, ezzel megalapozva nemzetközi elismertségét. 2006-ban az Olimbiakósz játékosaként fontos válogatott mérkőzéseken is megmérettetett az „Elefántokkal": először az Afrikai Nemzetek Kupája döntőéig masírozott csapatával, ahol büntetőkkel véreztek el Egyiptommal szemben, majd a németországi világbajnokság következett, ahonnan győzelem nélkül kellett búcsúznia az afrikai gárdának.
Touré eközben már a továbblépésen gondolkozott, jelezte is távozási szándékát az Olimbiakósz vezetőinek. Az Arsenal csapatába szeretett volna igazolni, hogy együtt játszhasson testvérével, de meghiúsult az üzlet, így az eligazolása végül igen botrányosra sikerült.
Nem csatlakozott csapata keretéhez az előszezonban, és követelte, hogy adják el. Azzal vádolta az Olimbiakószt, hogy nem fizették ki a járandóságát, ezzel szemben a görögök állítása szerint éppen Yaya hazudott, hogy kierőszakolja az eladását.

#### AS Monaco
A furcsa helyzetben több kérő közül (Chelsea, Manchester United, Arsenal, Marseille, Monaco, Lens, Lyon, Milan) az AS Monaco csapata lett a befutó.
Yaya így beszélt a Monacóról: "Amikor kissrác voltam Elefántcsontparton, a Monaco partneregyesülete volt az edzőközpontnak ahol játszottam, és a csapattársaimmal mind arról álmodtunk, hogy odamehessünk! Az, hogy felfedezhetem a Championnat-ot a Monacóval, olyan, mint egy gyermekkori álom megvalósulása."
A nagy várakozás ellenére a bemutatkozása új csapatában nem volt zökkenőmentes. Az edzője, Bölöni László a bajnokság első 10 mérkőzésén a kispadon hagyta, és csak az idény közben aláíró új edző, Laurent Banide érkezése után lett belőle meghatározó játékos. Banide támadó szellemű focit játszatott csapatával, amiben Yaya játéka kulcsfontosságú volt mind labdaszerző, mind támadó középpályásként.
Az idény végeztével újra felmerült Yaya eladásának lehetősége, de az egyik lehetséges kérőt nagyon korán kizárta a játékos: egy hónappal ezelőtt azt nyilatkozta, hogy eleget játszik bátyjával a nemzeti csapatban, és hosszas beszélgetések után úgy döntöttek, hogy jobban szeretnék egymás ellen megmérettetni magukat, mint együtt játszani hétről hétre.

#### Barcelona
2007 nyarán az elefántcsontparti játékos végül a Barcelona csapatát választotta, ahová 2010. június 30-ig írt alá, 9 millió euró ellenében. Itt a 24-es mezt kapta meg. Első bajnoki találatát 2007. szeptember 2-án szerezte az Athletic Bilbao ellen. Első Bajnokok Ligája gólját az FC Schalke ellen szerezte 2008. április 9-én, így nyertek a német klub ellen. Első szezonjában azonban csak a 3. helyen végzett a  Barcával, míg a BL-ben a legjobb négy között a Manchester United csapata ejtette ki őket 1–0-s összesítéssel.
A következő szezon nagyszerűen sikerült az ő és a Barcelona számára egyaránt. A 2008–2009-es bajnoki szezonban két gólt szerzett, az elsőt 2009. január 3-án a Mallorca ellen, a másodikat pedig az Espanyol elleni hazai mérkőzésen február 21-én, bár ennek a gólnak nem örülhetett igazán, mivel csapata 2–1-es vereséget szenvedett. Bejutottak a Copa del Rey döntőjébe is, ahol 4–1 arányban nyertek az Athletic Bilbao ellen. Ő szerezte a Barcelona egyenlítő gólját 1–0-s Bilbao vezetésnél. A 89. percben lecserélte őt Pep Guardiola vezetőedző és beküldte  helyette a brazil védőt, Sylvinhot. Megnyerte csapatával a BL-t is, 2009. május 27-én Rómában 2–0-ra diadalmaskodtak a címvédő Manchester United ellen Samuel Eto'o és Lionel Messi góljával. Mivel ezen a mérkőzésen Dani Alves és Éric Abidal is eltiltott volt, ezért Tourénak belső védőt kellett játszania.
Az új szezon kezdetén 5–1-es összesítéssel hódította el a csapatával a Spanyol Szuperkupát a Bilbao ellen.
2009. augusztus 28-án megnyerte az európai szuperkupát, az ellenfél az UEFA-Kupa győztes, ukrán Sahtar Doneck volt.
A mérkőzést 1–0-ra nyerte a Barca, Pedo 115. percben szerzett góljával.
Yaya 100 percet játszott, majd átadta helyét az ifjú spanyolnak, Sergio Busquets-nek.
Szintén még 2009 decemberében elhódították a klubvilágbajnoki címet is.

#### Manchester City

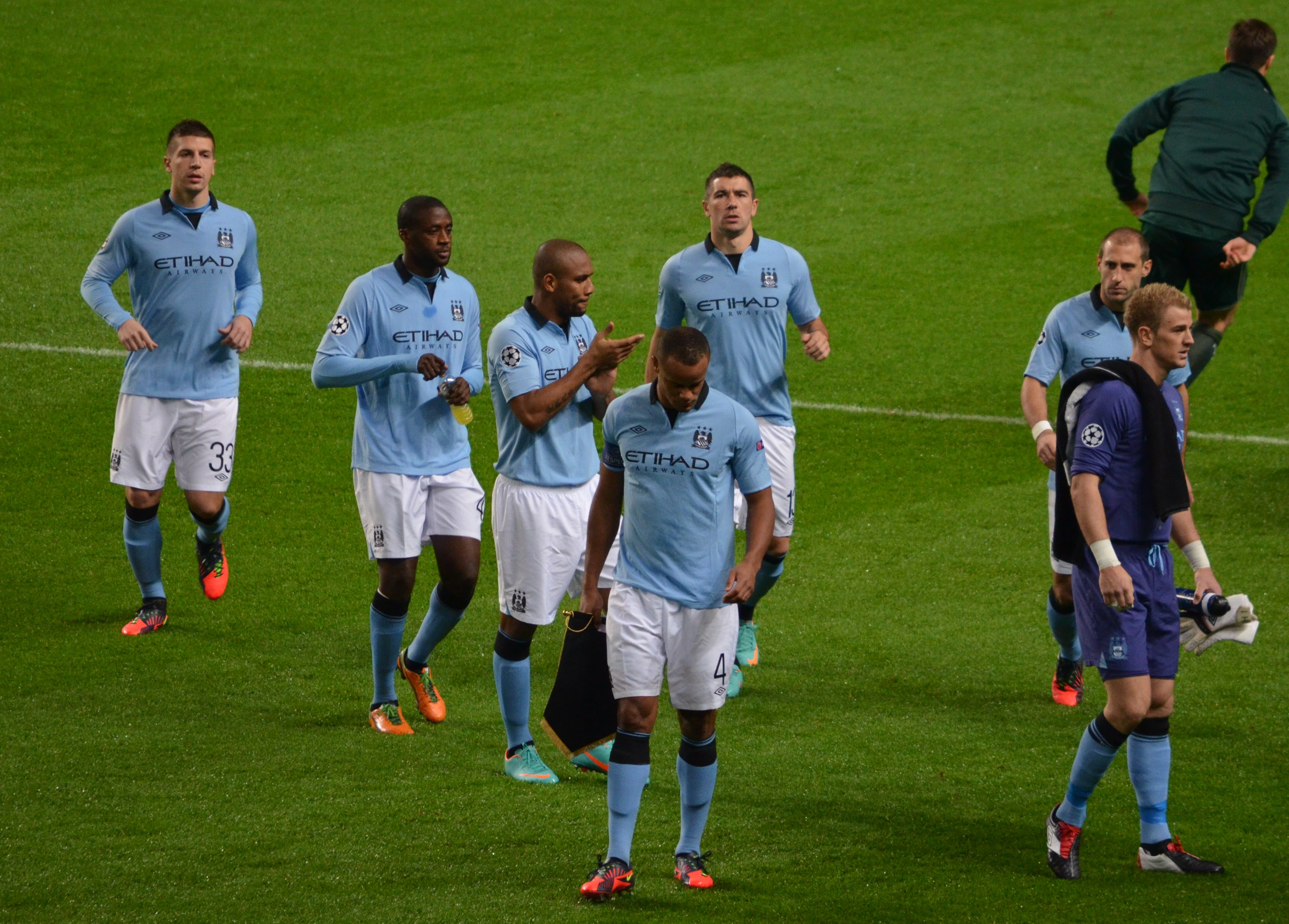
Touré 2012-ben több csapattársával a Manchester City mezében.

2010. július 2-án ötéves szerződést írt alá az angol Manchester City csapatával körülbelül 24 millió angol fontért. A 42-es számú mezt kapta, ami a Barcelonában viselt 24-es mezének a fordítottja, mivel Patrick Vieira már a 24-es számot viselte. Július 28-án Touré bemutatkozott a Club América elleni felkészülési barátságos mérkőzésen, amelyet a City büntetőkkel nyert meg 4–1-re. Hazai debütálásakor augusztus 7-én, a Valencia elleni barátságos mérkőzésen a meccs emberének választották.
2010. augusztus 14-én megejtette debütálását a Premier League-ben a Tottenham Hotspur elleni 0–0-s döntetlennel a White Hart Lane-en. Szeptember 19-én megszerezte első City-gólját a Wigan Athletic ellen. A gól a 70. percben született Carlos Tévez passzából.
Kulcsjátékosként, időnként a csapatkapitányi karszalagot is viselve, nagy szerepet játszott abban, hogy a következő években a Manchester City meghatározó és állandó élcsapata lett az angol bajnokságnak. Bár a Barcelonában főleg a védekező középpályán szerepelt, a Manchester Cityben általában támadóbb szerepkörben kapott lehetőséget. Az itt töltött első szezonjában ő szerezte az egyetlen gólt a városi rivális Manchester United elleni meccsen az FA-kupa elődöntőjében, ezzel csapata bejutott a döntőbe. Ott a Stoke City ellenfeleként végül 1–0-ra győztek, a gólszerző ezúttal is Touré volt, így a klub szurkolói 35 év után először nyerték meg a címet.
2013 áprilisában további négy évvel, a 2016–2017-es szezon végéig meghosszabbította szerződését. 2018 májusában Pep Guardiola vezetőedző bejelentette, hogy Touré a szezon végén elhagyja a Manchester Cityt. A szezon utolsó hazai meccsén, 2018. május 9-én hivatalosan is utolsó találkozóját játszotta a Manchester City mezében.

#### Olimbiakósz
2018. szeptember 2-án újra megállapodott a görög szuperligában szereplő Olimpiakósszal, ahova 2006 óta tért vissza először. Ezt a kontraktust 2018 decemberében közös megegyezéssel felbontották.

#### Csingtao Huanghaj
2019. július 3-án csatlakozott a kínai másodosztályban résztvevő Csingtao Huanghaj egyesülethez. Három nap elteltével mutatkozott be a Hangzhou Greentown elleni 1–1 alkalmával. Tizennégy bajnoki meccs és két találat után, 2020. január 1-jén hagyta el a klubot.

#### Leyton Orient
2020 júliusában Touré újra edzésekbe kezdett az angol negyedosztályú (League Two) Leyton Orient csapatánál, de végül nem írt alá szerződést.

## Edzőként
2021. február 10-én hivatalosan edzőnek állt és csatlakozott az ukrán Olimpik Doneckhez, mint segédedző. Mindössze 4 hónap után elhagyta az egyesületet.
2021. június 14-én Tourét az orosz élvonalbeli RFK Ahmat Groznij csapata segédedzőnek nevezte ki 2022 júniusáig. 2021. december 13-án fél év elteltével bejelentették, hogy itt sem tölti ki a szerződést és távozik.
2022 augusztusában egy rövid megbízatás után az angol Tottenham Hotspur ifijúsági akadémiáján kezdett dolgozni, elsősorban az U16-os utánpótlás-csapatot irányítva.

## Statisztika

### Klubcsapatokban
| Klub            | Szezon   | Bajnokság | Bajnokság | Kupa  | Kupa | Európa | Európa | Összesen | Összesen |
| Klub            | Szezon   | Meccs     | Gól       | Meccs | Gól  | Meccs  | Gól    | Meccs    | Gól      |
| --------------- | -------- | --------- | --------- | ----- | ---- | ------ | ------ | -------- | -------- |
| ASEC Mimosas    | 2001     |           |           |       |      |        |        |          |          |
| ASEC Mimosas    | Összesen |           |           |       |      |        |        |          |          |
| Beveren         | 2001–02  |           |           |       |      |        |        |          |          |
| Beveren         | 2002–03  |           |           |       |      |        |        |          |          |
| Beveren         | Összesen |           |           |       |      |        |        |          |          |
| Metalurh Doneck | 2003–04  |           |           |       |      |        |        |          |          |
| Metalurh Doneck | 2004–05  |           |           |       |      |        |        |          |          |
| Metalurh Doneck | Összesen | 33        | 3         | ?     | ?    | ?      | ?      | ?        | ?        |
| Olimbiakósz     | 2005–06  | 19        | 3         | ?     | ?    | 6      | 0      | 25       | 3        |
| Olimbiakósz     | Összesen | 19        | 3         | ?     | ?    | 6      | 0      | 25       | 3        |
| AS Monaco       | 2006–07  | 27        | 5         | ?     | ?    | ?      | ?      | ?        | ?        |
| AS Monaco       | Összesen | 27        | 5         | ?     | ?    | ?      | ?      | ?        | ?        |
| Barcelona       | 2007–08  | 26        | 1         | 2     | 0    | 9      | 1      | 37       | 3        |
| Barcelona       | 2008–09  | 25        | 2         | 4     | 1    | 10     | 0      | 43       | 3        |
| Barcelona       | 2009–10  | 23        | 1         | 1     | 0    | 8      | 0      | 31       | 1        |
| Barcelona       | Összesen | 74        | 4         | 7     | 1    | 27     | 1      | 11       | 7        |
| Manchester City | 2010–11  | 25        | 8         | 8     | 3    | 8      | 1      | 41       | 12       |
| Manchester City | 2011–12  | 32        | 6         | 1     | 0    | 9      | 3      | 42       | 9        |
| Manchester City | 2012–13  | 32        | 7         | 5     | 2    | 5      | 1      | 42       | 10       |
| Manchester City | 2013–14  | 35        | 20        | 7     | 3    | 7      | 1      | 49       | 24       |
| Manchester City | 2014–15  | 29        | 10        | 4     | 1    | 5      | 1      | 38       | 12       |
| Manchester City | 2015–16  | 32        | 6         | 5     | 1    | 10     | 1      | 47       | 8        |
| Manchester City | 2016–17  | 25        | 5         | 4     | 2    | 2      | 0      | 31       | 7        |
| Manchester City | 2017–18  | 10        | 0         | 4     | 0    | 3      | 0      | 17       | 0        |
| Manchester City | Összesen | 220       | 62        | 38    | 12   | 49     | 8      | 307      | 82       |
| Összesen        | Összesen | 271       | 65        | 45    | 13   | 68     | 9      | 388      | 87       |

### A válogatottban
| Nemzet           | Év       | Meccs | Gól |
| ---------------- | -------- | ----- | --- |
| Elefántcsontpart | 2004     | 3     | 0   |
| Elefántcsontpart | 2005     | 2     | 0   |
| Elefántcsontpart | 2006     | 15    | 1   |
| Elefántcsontpart | 2007     | 5     | 1   |
| Elefántcsontpart | 2008     | 11    | 1   |
| Elefántcsontpart | 2009     | 8     | 2   |
| Elefántcsontpart | 2010     | 13    | 2   |
| Elefántcsontpart | 2011     | 5     | 2   |
| Elefántcsontpart | 2012     | 10    | 1   |
| Elefántcsontpart | 2013     | 10    | 6   |
| Elefántcsontpart | 2014     | 10    | 2   |
| Elefántcsontpart | 2015     | 9     | 1   |
| Összesen         | Összesen | 101   | 19  |

## Sikerei, díjai
ASEC Mimosas
- Ligue 1: 2001

Olimbiakósz
- Super League: 2005–06
- Görög kupa: 2005–06

Barcelona
- La Liga: 2008–09, 2009–10
- Spanyol kupa: 2008–09
- Spanyol szuperkupa: 2009
- UEFA-bajnokok ligája: 2008–09
- UEFA-szuperkupa: 2009
- FIFA-klubvilágbajnokság: 2009

Manchester City
- Premier League: 2011–12, 2013-14, 2017–18
- Angol kupa: 2010–11
- Angol szuperkupa: 2012
- Angol ligakupa: 2013–14, 2015–16

Elefántcsontpart
- Afrikai nemzetek kupája: 2015

Egyéni
- Az év afrikai labdarúgója: 2011, 2012, 2013, 2014[46]
- Premier League – PFA Az év csapata: 2011–12, 2013–14
- Manchester City – Az év játékosa: 2013–14

## Külső hivatkozások
- Yaya Touré francia bajnoki statisztikái az lfp.fr-en (franciául)
- Goal.com profil
- FC Barcelona profil a hivatalos oldalon
- Yaya Touré pályafutásának statisztikái